# Breze (Chorwacja)
Breze – wieś w Chorwacji, w żupanii primorsko-gorskiej, w mieście Novi Vinodolski. W 2011 roku liczyła 4 mieszkańców.